# اندری ویکربنتسف
اندری ویکربنتسف (اوکراینی: Андрій Едуардович Вискребенцев؛ زادهٔ ۲۷ اکتبر ۲۰۰۰) بازیکن فوتبال است.
از باشگاه‌هایی که در آن بازی کرده‌است می‌توان به باشگاه فوتبال ماریوپول اشاره کرد.